# Nomosphecia curticauda
Nomosphecia curticauda là một loài tò vò trong họ Ichneumonidae.